# Corallicletodes boutierei
Corallicletodes boutierei is een eenoogkreeftjessoort uit de familie van de Argestidae. De wetenschappelijke naam van de soort is voor het eerst geldig gepubliceerd in 1966 door Soyer.